# Chūō Shinkansen
Chūō Shinkansen (japanska: 中央新幹線?, 'Centrala nya huvudlinjen') är en maglevbana med supraledande magneter för höghastighetstrafik, som är under uppförande i Japan. En första etapp ska gå mellan Shinagawa station i Tokyo till Nagoya station i Nagoya och en andra etapp förlängning från Nagoya till Shin-Osaka station i Osaka.

## Historik
Utvecklingen av tågsystemet JR-Maglev startades av Japanese National Railways (JNR) 1970, först med testverksamhet i Miyazaki. När JNR delades upp 1987 överfördes utvecklingsprojektet till Japan's Railway Technical Research Institute (RTRI), ett forskningsföretag som ingår i Japan Railways. En andra testbana för en standard som skulle kunna användas för kommersiell tågtrafik byggdes gemensamt av RTRI och JR Tokai i Yamanashi, den var från början 18,4 km lång och används för testverksamhet av tekniken. Testbanan har förlängts till 42,8 km och är byggd på en del av den planerade sträckningen för Chūō Shinkansen och kommer att bilda en del av banan när den tas i drift.

## Tidslinje
- 1990. Tillstånd att bygga testbana i Yamanashi.[3]
- 1997. Testkörningar startade i Yamanashi.[3]
- 2013. Testbanan i Yamanashi förlängd till 42,8 km och nya testfordon av serie L0 började testkörningar.[3]
- 2018. Ett 83 m djupt schakt togs upp i Shinagawa i Tokyo för att börja tunneldrivningen för den östligaste delen som kommer att ligga 40 m under marken.[4]
- 2027. Etappen Shinagawa–Nagoya var från början tänkt att stå färdig.[4] Tidsplanen är osäker och JR Tokai anser att det blir nästintill omöjligt att bli klar till dess på grund av miljödebatten i Shizuoka.[5][6]

## Miljödebatt
Chuo shinkansen är tänkt att passera i tunnel genom Akaishibergen som bland annat passerar under floden Ōi i Shizuoka prefektur. JR Tokai har inte lyckats få miljötillstånd att starta bygget av denna tunnel. Anledningen till att inte miljötillstånd givits är farhågor om att grundvattennivån kan sjunka på grund av läckage till tunneln. Farhågorna baseras till viss del på erfarenheterna av tunnelbygget i Tanna på Tokaidolinjen mellan Atami och Kannami i Shizuoka där grundvattnet sjunkit permanent. Shizuokas politiska ledning har avfärdat JR Tokais undersökningar och försäkran om små vattenförlsuter som otillräckliga och förhastade. Heita Kawakatsu, partipolitiskt obunden guvernör i Shizuoka prefektur och motståndare till tunnelbygget gick till val 2021 med miljön för området och hotet mot den från bygget som en viktig profilfråga och blev omvald. Kawakatsu och JR Tokais ledare Shin Kaneko har träffats för samtal utan att närma sig en lösning. Kawakatsu har föreslagit att delar av banan som inte går genom Shizuoka skulle kunna öppna när de står klara

## Ekonomi
JR Tokai beslutade 25 december 2007 att verka för att bygget av Chuo Shinkansen ska komma igång så snabbt som möjligt genom att ta på sig alla kostnader för bygget av första etappen mellan Tokyo och Nagoya. De räknade då med en kostnad för bana till Nagoya och tågsätt på 5,1 biljoner yen och att kunna trafikera banan och därmed börja amortera av lånen från 2025. Stationer bekostas av respektive stad.
Under åren 1990 till 2018 har JR Tokai investerat 706,8 miljarder yen i utveckling av teknik och infrastruktur på banan i Yamanashi. Beräknad byggkostnad för etapp 1 Tokyo - Nagoya beräknades 2020 till 4,85 biljoner yen exklusive den redan byggda delen i Yamanashi, inklusive fordon. Totalt inklusive den andra etappen Nagoya - Osaka beräknas kostnaden till 9,03 biljoner yen. I april 2021 höjdes den beräknade kostnaden för den första etappen med 1,5 biljoner yen.

## Bilder

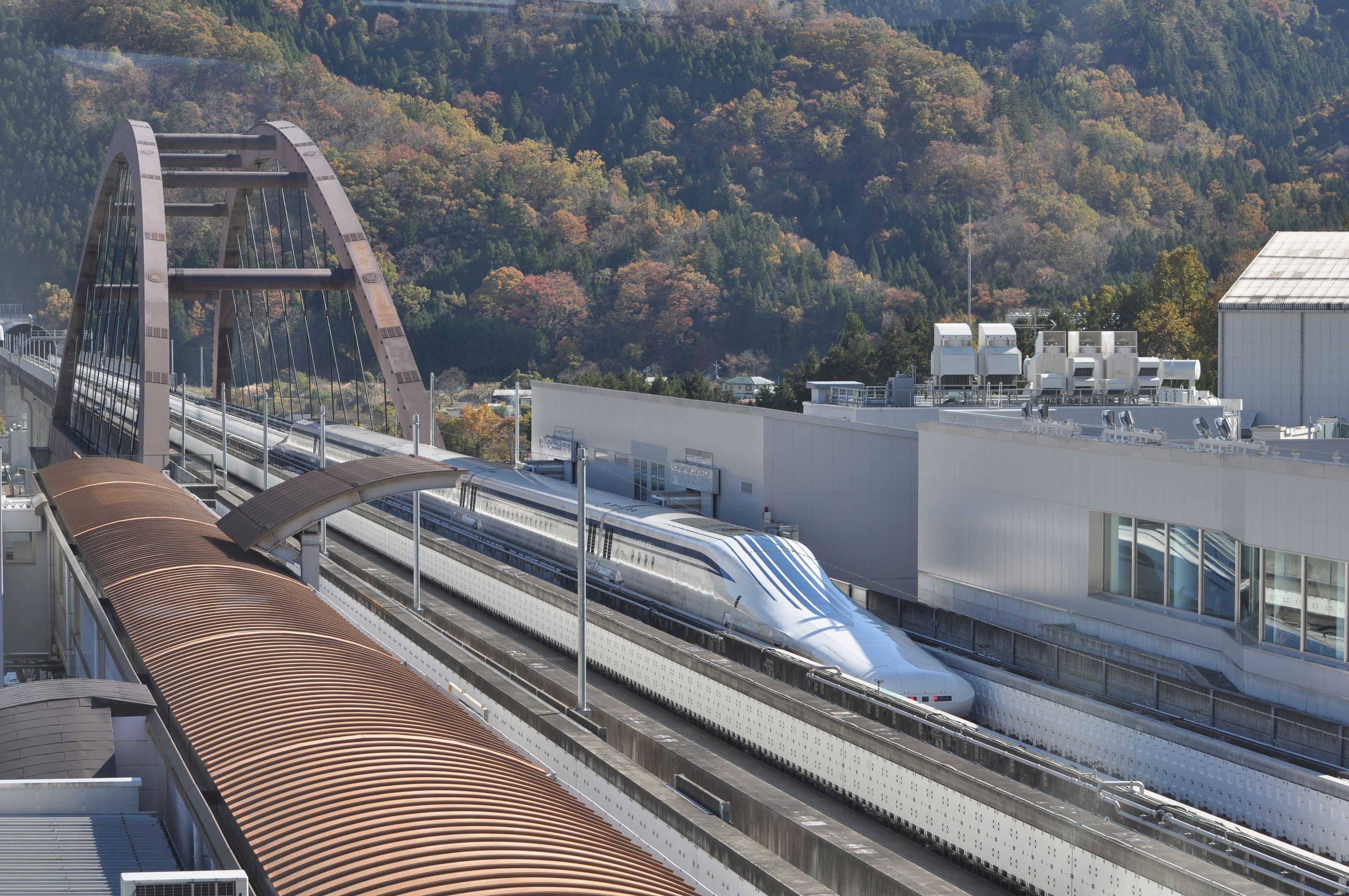
L0 testtåg på teststräckan i Yamanashi
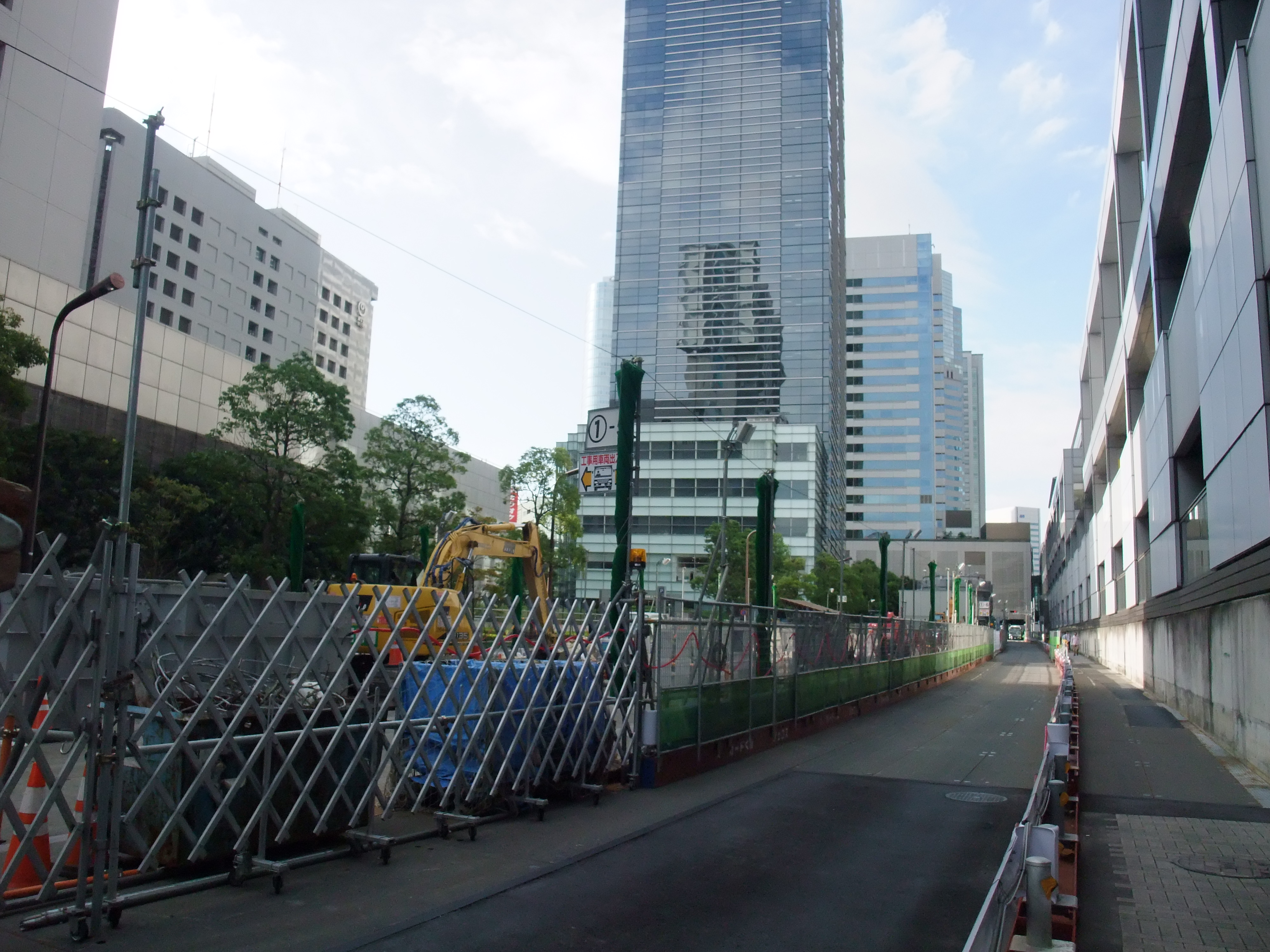
Byggarbetsplats för Chūō Shinkansen vid Shinagawa station
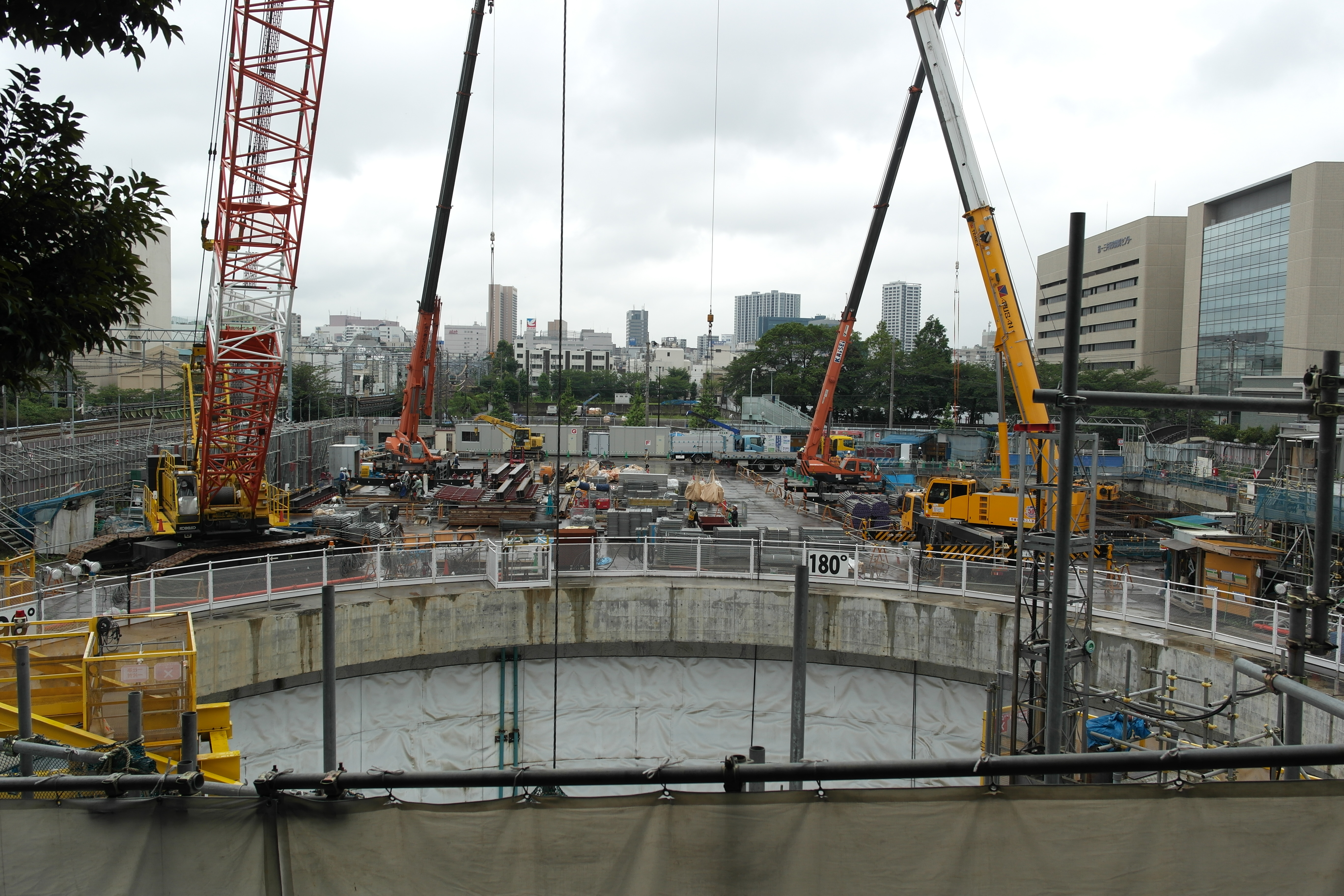
Byggarbetsplats vid Shinagawa station
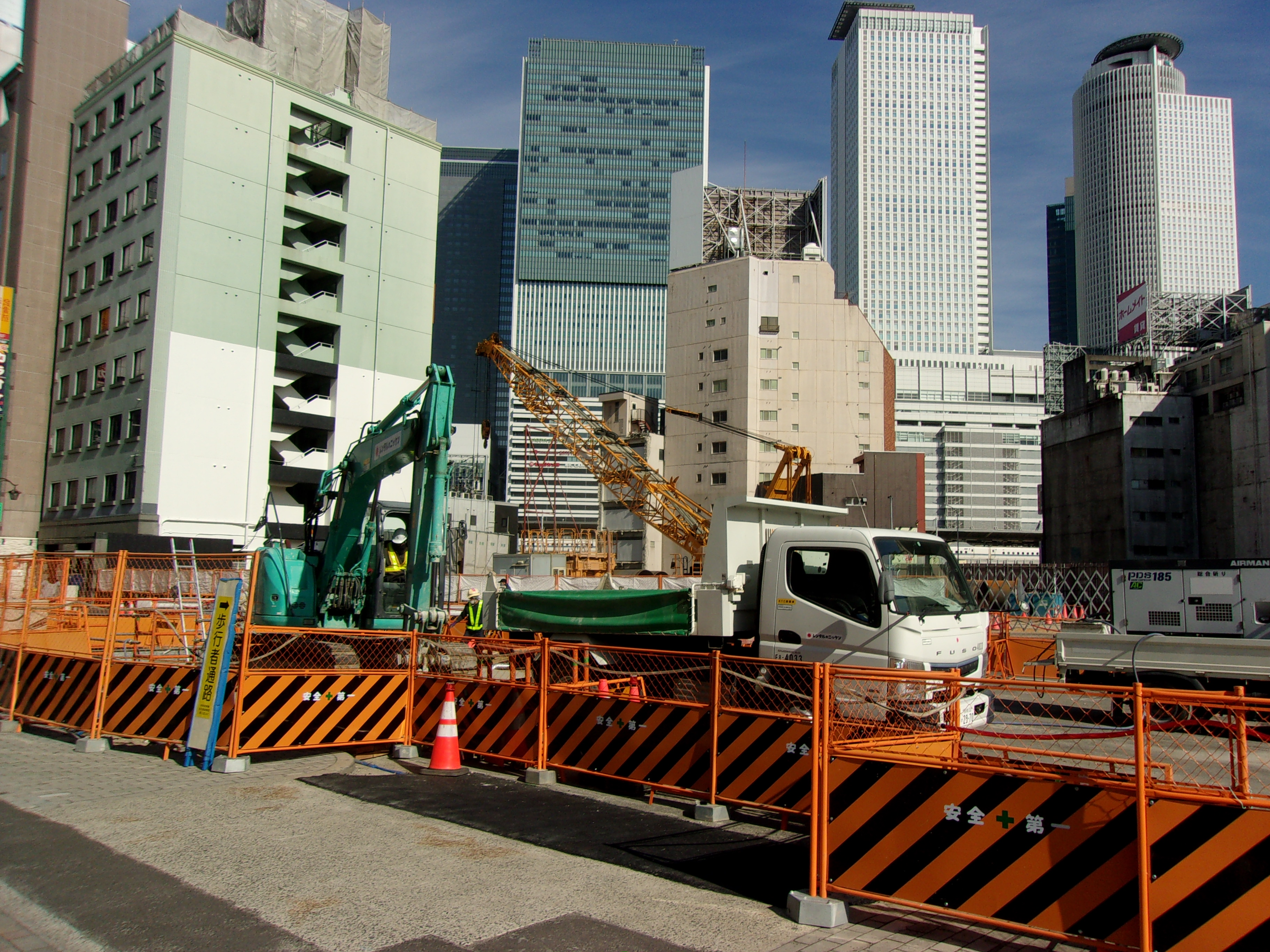
Byggarbetsplats vid Nagoya station